# Joanna Pinkwart

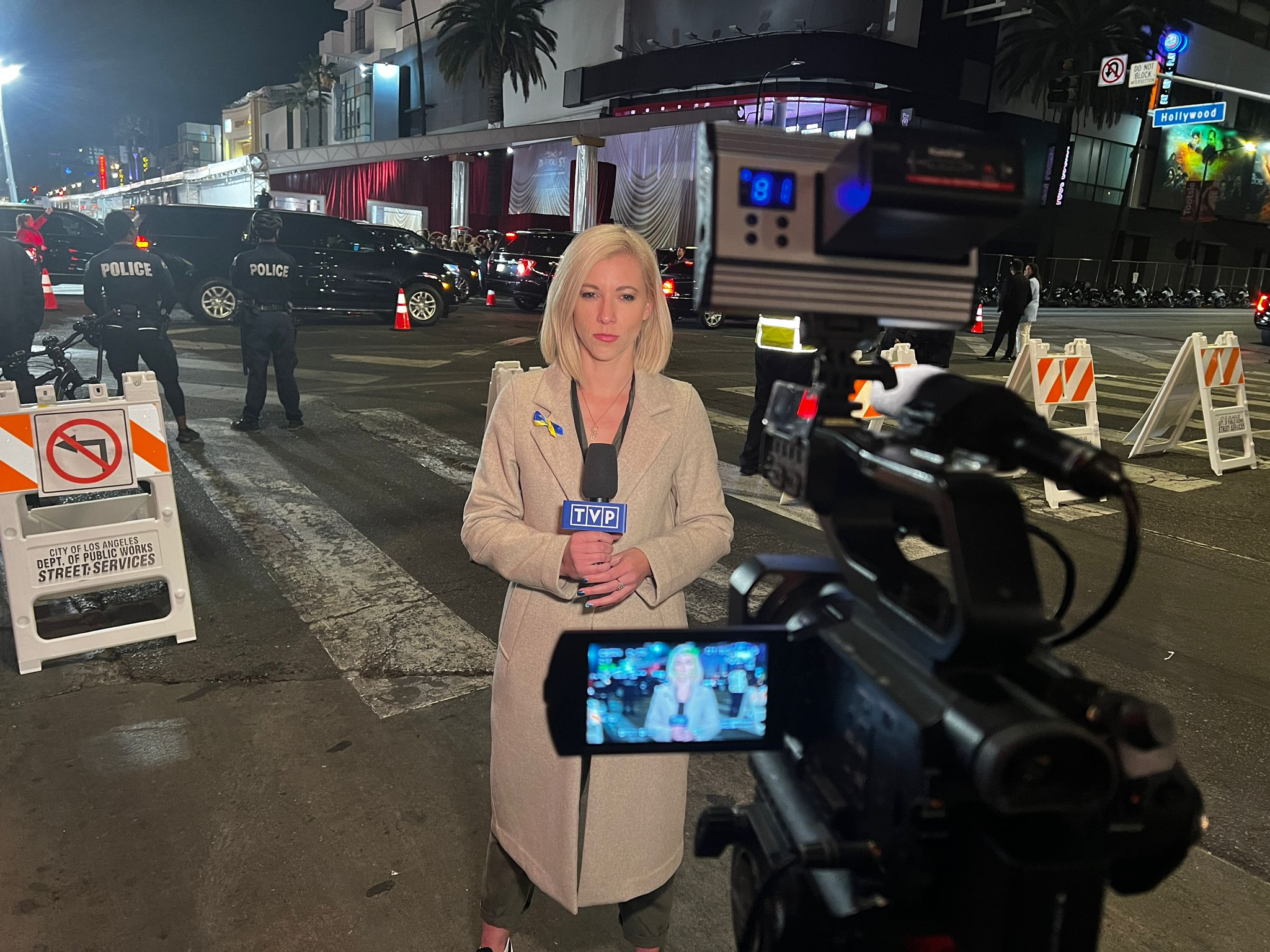
Joanna Pinkwart w trakcie relacji (Los Angeles)

Joanna Pinkwart (ur. 1 września 1985 w Szczawnicy) – polska dziennikarka, była korespondentka w Stanach Zjednoczonych, związana z Kanałem Zero.

## Życiorys
Ukończyła Państwową Podstawową Szkołę Artystyczną w Zakopanem. Jest absolwentką I Liceum Ogólnokształcącego im. Seweryna Goszczyńskiego w Nowym Targu. Studiowała politologię na Wydziale Studiów Międzynarodowych i Politycznych Uniwersytetu Jagiellońskiego. Pracę zawodową rozpoczynała współpracując z redakcjami Tygodnika Podhalańskiego później Dziennika Polskiego, a następnie z krakowską redakcją RMF Classic. Od czerwca 2007 roku związana była z Telewizją Polską, gdzie początkowo pracowała w krakowskiej „Kronice”, a od grudnia 2009 roku w Warszawie jako redaktorka „Telexpressu” i TVP Info. Od czerwca 2019 roku była stałą korespondentką TVP w Waszyngtonie, z Rafałem Stańczykiem zastąpiła wtedy Zuzannę Falzmann. Joanna Pinkwart była jedyną polską dziennikarką akredytowaną przy Amerykańskiej Agencji Kosmicznej NASA nadającą relacje z Centrum Kosmicznego Johna F. Kennedy’ego na Przylądku Canaveral na Florydzie. W marcu 2024 zakończyła współpracę z Telewizją Polską, odchodząc po 17 latach pracy dziennikarskiej w ramach TVP, by przejść do redakcji Kanału Zero.

## Ważniejsze relacje
- Korespondencje dotyczące reakcji władz i amerykańskiego społeczeństwa podczas pandemii SARS-COV-2[9];
- Konsekwencje społeczno-polityczne śmierci George’a Floyda, w tym reformy służb mundurowych w USA[10][11][12];
- Wybory prezydenckie w 2020 roku i przejęcie urzędu przez prezydenta Joego Bidena[13];
- Wybory parlamentarne w 2022 roku w USA[14];
- Reakcja administracji Joego Bidena na rosyjską agresję na Ukrainę, spotkania polskich polityków z amerykańskimi władzami oraz w ramach Zgromadzenia Ogólnego Organizacji Narodów Zjednoczonych, pomoc gospodarcza USA dla Europy po 24 lutego 2022[15][16][17];
- Lekkoatletyczne Mistrzostwa Świata w Oregon w 2022 roku[18];
- Centralne uroczystości pogrzebowe po śmierci Pelégo[19];
- Starty misji kosmicznych NASA i SpaceX po wznowieniu lotów po rezygnacji przez USA z wahadłowców, Program Artemis[20][6][7][21].
- Kampania przedwyborcza i wybory prezydenckie w Stanach Zjednoczonych w 2024. Z Waszyngtonu[22];
- Konklawe w maju 2025 roku i wybór papieża Leona XIV. Z Rzymu[23][24].

## Wybrane reportaże
- „Piekło misjonarza” (2012), reportaż z wojny w Afganistanie[25];
- „Polscy ratownicy w Nepalu” (2015), reportaż o polskich strażakach w Nepalu, współpraca TVP z Discovery Channel[25][26];
- „Owoce Rewolucji” (2016), reportaż na temat losów liderów „islamskiej wiosny” w Tunezji[25][27].

## Życie prywatne
Jest córką pisarza Macieja Pinkwarta i siostrą Sergiusza Pinkwarta, dziennikarza i podróżnika. Jej mężem został Rafał Stańczyk, korespondent TVP w Stanach Zjednoczonych.